# Saligny, Constanța
Saligny là một xã ở hạt Constanţa, România.
Xã này có 3 làng: 
- Saligny (tên lịch sử: Aziza, Azigia) - được đặt tên theo kỹ sư Anghel Saligny
- Făclia
- Ştefan cel Mare - được đặt tên theo the hoàn tử Moldavia Stefan Vĩ đại